# Robert Kiprono Cheruiyot
Robert Kiprono Cheruiyot (Bomet, 10 augustus 1988) is een Keniaanse langeafstandsloper.

## Biografie
In 2008 won Cheruiyot als relatief onbekende de marathon van Frankfurt in een parcoursrecord van 2:07.21. Hij verbeterde hiermee het bestaande parcoursrecord met een halve minuut. Hij schreef dusdanig laat in, dat hij zelf zijn vliegtuig naar Duitsland moest betalen. Met de wedstrijddirecteur maakte hij de afspraak, dat als hij onder de 2 uur en 14 minuten zou lopen, hij de kosten vergoed zou krijgen. Het was zijn eerste wedstrijd buiten Kenia en tevens zijn eerste marathon ooit. Hij won er 50.000 euro aan prijzengeld mee. Bij deze wedstrijd waren de eerste tien allemaal Kenianen, met Wilson Kigen in 2:08.16 als tweede en Stephen Kiogora als derde in 2:08.24. Een jaar later werd hij vijfde bij de marathon van Boston in 2:10.08 en twaalfde op de halve marathon van Rotterdam.
Cheruiyot is dorps- en trainingsgenoot van de bekendere Robert Kipkoech Cheruiyot, die al viermaal de Boston Marathon won.

## Persoonlijke records
| Onderdeel      | Prestatie | Datum             | Plaats    |
| -------------- | --------- | ----------------- | --------- |
| 15 km          | 43.26     | 13 september 2009 | Rotterdam |
| 20 km          | 58.39     | 30 oktober 2011   | Frankfurt |
| halve marathon | 1:01.22   | 13 september 2009 | Rotterdam |
| 25 km          | 1:13.25   | 30 oktober 2011   | Frankfurt |
| 30 km          | 1:28.41   | 30 oktober 2011   | Frankfurt |
| marathon       | 2:06.23   | 25 oktober 2009   | Frankfurt |

## Palmares

### 20 km
- 2009: 5e 20 van Alphen - 59.36

### halve marathon
- 2009: 12e halve marathon van Rotterdam - 1:01.22

### marathon
- 2008:  marathon van Frankfurt - 2:07.02
- 2009: 5e Boston Marathon - 2:10.08
- 2009:  marathon van Frankfurt - 2:06.23
- 2010:  Boston Marathon - 2:05.52
- 2010: 6e Chicago Marathon - 2:09.28
- 2011: 6e Boston Marathon - 2:06.43